# West Point (Utah)
West Point è un comune degli Stati Uniti d'America, nella contea di Davis nello Stato dello Utah.